# Dolichuranus
Dolichuranus is een geslacht van uitgestorven synapsiden uit de Dicynodontia dat leefde tijdens het Midden-Trias. 
De classificatie van Dolichuranus is omstreden doordat het vrij beperkte fossiele materiaal fylogenetische analyses bemoeilijkt. Het wordt wisselend ingedeeld als basale vertegenwoordiger van de Kannemeyeriiformes, Sinnokannemeyeriidae of Stahleckeriidae. De soort is bekend uit de Omingonde-formatie in Namibië.